# Safari Hotel
Safari Hotel là một khách sạn và khu nghỉ mát ở Scottsdale, Arizona, hoạt động từ năm 1956 đến năm 1998. Được thiết kế bởi kiến trúc sư nổi tiếng ở thành phố Phoenix, Al Beadle, Safari được nổi danh là một trong những khu nghỉ mát đã giúp biến Scottsdale thành một điểm đến thu hút khách du lịch, cùng với khách sạn Valley Ho và khu nghỉ dưỡng Mountain Shadows.

## Lịch sử
Khách sạn Safari được khởi công xây dựng vào tháng 3 năm 1956 bởi công ty Gilbert & Dolan Construction Co. Khách sạn được khai trương vào ngày 16 tháng 11 năm 1956, với sự tham dự của thị trưởng thành phố Scottsdale và Hoa hậu bang Arizona. Khu nghỉ mát ban đầu được thiết kế có 108 phòng. Khi mở cửa, khu nghỉ mát có dàn nhạc riêng, nơi đã phát hành các đĩa hát trên hãng thu âm riêng của khu nghỉ mát.
Năm 1959, khu nghỉ mát được mở rộng bằng cách xây thêm 80 phòng và một phòng tiệc có sức chứa tới 700 người ở khu phía đông của khu nhà.
Khu nghỉ mát này là trụ sở của cả đội bóng chày Boston Red Sox và Baltimore Orioles trong đợt tập huấn mùa xuân vào cuối những năm 1950.
Safari rất nổi tiếng vào những năm 1960 như một điểm đến nghỉ dưỡng lý tưởng. Khách sạn có hộp đêm The French Quarter, quán cà phê 24 giờ và nhà hàng Gracious Dining. Các địa điểm này mở cửa vào đầu những năm 1960 sau khi Paul Shank tiếp quản các nhà hàng của khu nghỉ mát, và ông đã chi 400.000 đô la cho việc cải tạo nhằm thay thế dàn nhạc của khu nghỉ mát bằng các thú vui giải trí đương đại hơn. Để hộp đêm được phép mở cửa, thành phố Scottsdale đã phải bãi bỏ lệnh cấm khiêu vũ đã ban bố trước đó. The French Quarter tổ chức các chương trình giải trí như Rosemary Clooney và Mills Brothers. Khu nghỉ mát đã chi 60.000 đô la để tu sửa hộp đêm The French Quarter vào năm 1969. Vào thời điểm đó, các nhà hàng của Safari sử dụng 250 nhân viên và tuyên bố có doanh số bán đồ ăn cao nhất ở bang Arizona. Tuy nhiên, The French Quarter không thể duy trì thành công và đóng cửa vào năm 1978 sau khi biến đổi thành nhà hát có phục vụ ăn tối vào giữa những năm 1970.
Diễn viên Bob Crane của Hogan's Heroes đã được nhìn thấy tại Safari không lâu trước khi anh bị giết vào năm 1978.
Nhà hàng Brown Derby hoạt động trong khu nghỉ mát từ năm 1981 đến năm 1996.

## Đóng cửa và phá dỡ
Khách sạn được bán cho PALS Development Corporation vào năm 1986, và chủ mới của khu nghỉ mát đã nghĩ ra nhưng phương án nhằm tái phát triển khu nghỉ mát trong những năm 1990. Vào thời điểm đó, khách sạn đã trở nên lỗi thời và không thể cạnh tranh với các khu nghỉ mát mới hơn đã mở ở Scottsdale.
Khu nghỉ mát đóng cửa vào tháng 9 năm 1998 với đề xuất tái phát triển địa điểm với một khách sạn Marriott trị giá 143 triệu đô la, và các tòa nhà trong khu nghỉ mát bị phá bỏ vào năm 1999. Tuy nhiên, kế hoạch của Marriott không bao giờ thành hiện thực, và vào năm 2005, địa điểm này đã bị bỏ hoang, mà không có biện pháp xử lý của chính quyền địa phương. Đến năm 2010, các chung cư đã được hoàn thành trong khuôn viên của khu nghỉ mát.